# 陸上自衛隊の演習場一覧

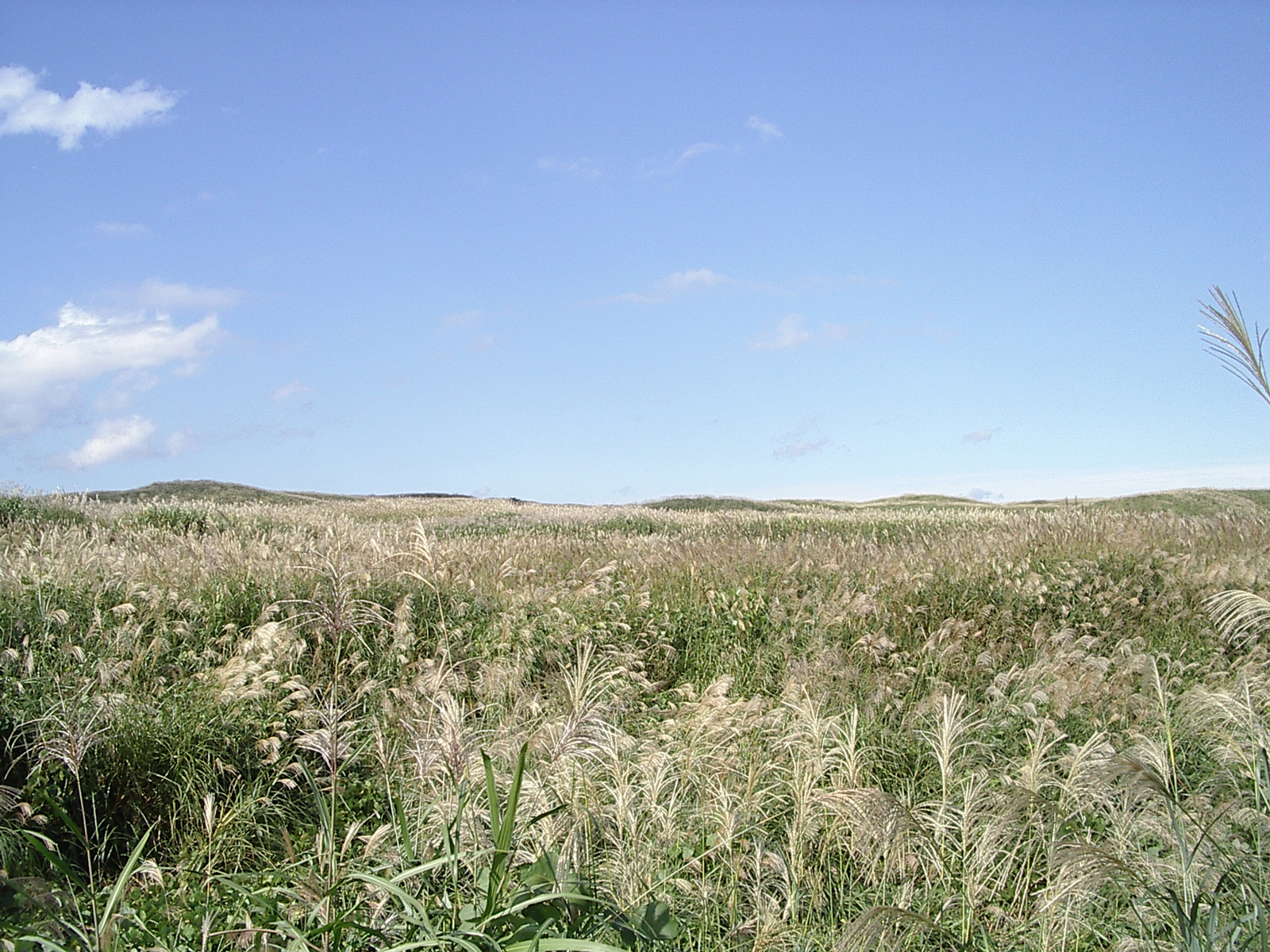
静岡県裾野市大野原付近の東富士演習場

陸上自衛隊の演習場一覧（りくじょうじえいたいのえんしゅうじょういちらん、List of JGSDF Exercise Area）は、日本各地に置かれている陸上自衛隊の演習場の一覧である。
なお、演習場であるが迫撃砲や対戦車誘導弾の射撃が可能な中～大規模の演習場から小隊規模の訓練目的の小規模演習場まで多岐にわたる。それぞれ演習場の記事を参照。

## 北部方面隊

### 第2警備地区
- 北海道
  - 鬼志別演習場（猿払村）設置施設：鬼志別宿営地、管理：名寄駐屯地業務隊
  - 遠軽演習場（遠軽町）管理：遠軽駐屯地業務隊
  - 名寄演習場（名寄市）管理：名寄駐屯地業務隊
  - 上富良野演習場（富良野市、上富良野町、中富良野町）管理：上富良野駐屯地業務隊
  - 近文台演習場（旭川市）管理：旭川駐屯地業務隊
  - 留萌演習場（留萌市、小平町）管理：留萌駐屯地業務隊
  - 大和田訓練場（留萌市）
  - マサリベツ演習場（留萌市）

### 第5警備地区
- 北海道
  - 矢臼別演習場（厚岸町、浜中町、別海町）管理：別海駐屯地業務隊　※国内最大面積の演習場
  - 釧路演習場（釧路町）管理：釧路駐屯地業務隊
  - 美幌訓練場（美幌町）管理：美幌駐屯地業務隊
  - 然別演習場（鹿追町）管理：鹿追駐屯地業務隊
  - 浜大樹訓練場（大樹町）
  - 帯広訓練場（帯広市、上士幌町）管理：帯広駐屯地業務隊
  - 池田渡河演習場（池田町）

### 第7警備地区
- 北海道
  - 北海道大演習場（千歳市、恵庭市、北広島市、札幌市）
  - 柏台演習場（千歳市）
  - 静内対空射場（新ひだか町）管理：静内駐屯地業務隊　※国内最大の対空射撃場

### 第11警備地区
- 北海道
  - 滝川演習場（滝川市）管理：滝川駐屯地業務隊
  - 美唄訓練場（美唄市）管理：美唄駐屯地業務隊
  - 孫別演習場（岩見沢市）管理：岩見沢駐屯地業務隊
  - 江別渡河演習場（江別市）
  - 北海道紅葉山演習場（石狩市）
  - 茨戸渡河訓練場（石狩市）
  - 銭函演習場（小樽市）
  - 来馬演習場（登別市）
  - 高嶺演習場（倶知安町）
  - 駒ケ岳演習場（鹿部町）管理：函館駐屯地業務隊
  - ニセコ演習場（蘭越町）設置施設：ニセコ訓練宿泊所、管理：倶知安駐屯地業務隊

## 東北方面隊

### 第9警備地区
- 青森県
  - 六ヶ所対空射撃場（六ヶ所村）
  - 小谷演習場（青森市）
  - 弘前演習場（弘前市、西目屋村）
- 岩手県
  - 岩手山中演習場（八幡平市、滝沢市）
- 秋田県
  - 新屋演習場（秋田市）

### 第6警備地区
- 宮城県
  - 王城寺原演習場（大和町、大衡村、色麻町）
  - 岩沼訓練場（岩沼市）
- 山形県
  - 大高根演習場（村山市）
- 福島県
  - 水原演習場（福島市）
  - 多田野演習場（郡山市）
  - 白河布引山演習場（天栄村、西郷村）

## 東部方面隊

### 第1警備地区
- 茨城県
  - 勝田小演習場（ひたちなか市）管理：陸上自衛隊施設学校
  - 水戸渡河演習場（水戸市）管理：陸上自衛隊施設学校
  - 七会訓練場（城里町）管理：陸上自衛隊施設学校　爆破訓練を行う。
  - 長岡基本射場訓練場（東茨城郡茨城町大字長岡）管理：陸上自衛隊施設学校
  - 三国橋演習場（古河市、埼玉県加須市）
- 埼玉県
  - 朝霞訓練場（朝霞市、新座市）
- 千葉県
  - 習志野演習場（船橋市、八千代市）「基本射場（覆道）あり」管理：習志野駐屯地
  - 柏訓練場（柏市）
- 山梨県
  - 北富士演習場（富士吉田市、山中湖村）管理：北富士駐屯地業務隊
- 静岡県
  - 東富士演習場（御殿場市、裾野市、小山町）「基本射場あり」管理：陸上自衛隊富士学校管理部演習場管理課

### 第12警備地区
- 群馬県
  - 相馬原演習場（高崎市、榛東村）
- 新潟県
  - 大日原演習場（阿賀野市）
  - 関山演習場（妙高市、上越市）管理：高田駐屯地

## 中部方面隊

### 第3警備地区
- 京都府
  - 長田野演習場（福知山市）管理：福知山駐屯地業務隊
  - 長池演習場（城陽市）管理：大久保駐屯地業務隊「基本射場あり」
- 大阪府
  - 信太山演習場（和泉市）管理：信太山駐屯地業務隊
- 兵庫県
  - 久代訓練場（川西市）「基本射場（覆道）あり」
  - 長尾山演習場（宝塚市）
  - 青野原演習場（小野市、加西市、加東市）管理：青野原駐屯地業務隊　※青野原駐屯地に隣接
  - 鶉野訓練場（加西市）（2016年6月に加西市に払い下げ）

- 滋賀県
  - 饗庭野演習場（高島市）「基本射場（覆道）あり」管理：今津駐屯地業務隊　※今津駐屯地に隣接

### 第10警備地区
- 石川県
  - 三小牛山演習場（金沢市）管理：金沢駐屯地業務隊
- 愛知県
  - 日吉原演習場（豊川市）管理：豊川駐屯地業務隊
  - 千両演習場（豊川市）管理：豊川駐屯地業務隊
- 岐阜県
  - 日野基本射撃場（岐阜市日野南）管理：守山駐屯地業務隊
- 三重県
  - 久居演習場（津市）管理：久居駐屯地業務隊

### 第13警備地区
- 鳥取県
  - 日光演習場（西伯郡伯耆町）管理：米子駐屯地業務隊

- 島根県
  - 出西訓練場（出雲市）※訓練場の用途廃止から民間企業に売却[1]
- 岡山県
  - 日本原演習場[2]（津山市、勝田郡奈義町）「基本射場あり」管理：日本原駐屯地業務隊
- 広島県
  - 原村演習場（東広島市）「基本射場（覆道）あり」[3]管理：海田市駐屯地業務隊
- 山口県
  - むつみ演習場（萩市）管理：山口駐屯地業務隊

### 第14警備地区
- 香川県
  - 国分台演習場（坂出市、高松市）「高屋射撃場、古田廠舎」管理：善通寺駐屯地業務隊
  - 大池訓練場（善通寺市）管理：善通寺駐屯地業務隊
- 愛媛県
  - 小野演習場（松山市、東温市）「基本射場あり」管理：松山駐屯地業務隊
  - 小野訓練場（松山市）管理：松山駐屯地業務隊　※旧陸上自衛隊松山自動車教習所跡
- 高知県
  - 高知演習場（香南市）[4]「基本射場（覆道）あり」管理：高知駐屯地業務隊　※高知駐屯地に隣接

## 西部方面隊

### 第4警備地区
- 福岡県
  - 曽根訓練場（北九州市小倉南区）管理：小倉駐屯地業務隊
  - 西山訓練場（古賀市、宮若市）管理：飯塚駐屯地業務隊
  - 高良台演習場（久留米市）管理：久留米駐屯地業務隊
- 佐賀県
  - 大野原演習場[5]（嬉野市、長崎県東彼杵町）管理：大村駐屯地業務隊
- 長崎県
  - 上見坂演習場（対馬市）管理：対馬駐屯地業務隊
  - 大多武演習場（大村市）管理：大村駐屯地業務隊
- 大分県
  - 十文字原演習場（別府市、日出町、杵築市）管理：別府駐屯地業務隊
  - 日出生台演習場（宇佐市、由布市、九重町、玖珠町）管理：湯布院駐屯地業務隊　※西日本最大の演習場

### 第8警備地区
- 熊本県
  - 大矢野原演習場（山都町）「基本射場あり」管理：北熊本駐屯地業務隊
  - 黒石原演習場（菊陽町、合志市）管理：北熊本駐屯地業務隊
- 宮崎県
  - 霧島演習場（えびの市、鹿児島県湧水町）管理：えびの駐屯地業務隊
  - 都城訓練場（都城市）旧：都城西飛行場跡　管理：都城駐屯地業務隊
- 鹿児島県
  - 佐多射撃場（南大隅町）※国内唯一の対水上射撃場
  - 高之峰射撃場（曽於市）管理：大村駐屯地業務隊
  - 福山演習場（霧島市）管理：国分駐屯地業務隊
  - 川内演習場（薩摩川内市）管理：川内駐屯地業務隊

### 第15警備地区
- 沖縄県
  - 浮原島訓練場（うるま市）管理：那覇駐屯地業務隊
  - 那覇訓練場（那覇市）管理：那覇駐屯地業務隊
  - 沖縄訓練場（沖縄市）[6]「基本射場（覆道）あり」旧：東恩納弾薬庫